# Ołeksandr Szłapak
Ołeksandr Witalijowycz Szłapak, ukr. Олександр Віталійович Шлапак (ur. 1 stycznia 1960 w Irkucku) – ukraiński inżynier, bankowiec i polityk, w latach 2001–2002 minister gospodarki, w 2014 minister finansów.

## Życiorys
Absolwent automatyki na Politechnice Lwowskiej (1982). Do 1984 pracował na macierzystej uczelni. Następnie do 1990 był etatowym działaczem Komsomołu, dochodząc do stanowiska pierwszego sekretarza struktur obwodowych LKSMU. W latach 1990–1993 pełnił funkcję przewodniczącego rady regionalnej organizacji młodzieżowej, po czym do 1998 kierował lwowskim oddziałem PrywatBanku. W latach 1998–2000 stał na czele grupy doradców wicepremiera do spraw gospodarczych. W lutym 2000 został wiceministrem gospodarki, a w 10 lipca 2001 stanął na czele tego resortu. Stanowisko to zajmował do 30 listopada 2002 w rządach Wiktora Juszczenki i Anatolija Kinacha (od 30 sierpnia 2001 odpowiadając również za integrację europejską). W latach 2003–2005 był wiceprezesem Narodowego Banku Ukrainy, po czym do 2006 stał na czele jednej państwowych agencji finansowych.
W 2006 dołączył do administracji prezydenta Wiktora Juszczenki. W latach 2007–2010 był zastępcą szefa sekretariatu i przedstawicielem prezydenta przy radzie ministrów. Od 2010 działał w biznesie m.in. jako prezes Polsko-Ukraińskiej Izby Gospodarczej. 27 lutego 2014, po wydarzeniach Euromajdanu, powołany na ministra finansów w rządzie Arsenija Jaceniuka. Urząd ten sprawował do 2 grudnia 2014. W 2016 został wyznaczony na nowego prezesa znacjonalizowanego PrywatBanku.
Odznaczony m.in. Orderem Księcia Jarosława Mądrego V klasy (2010) i Orderem „Za zasługi” III klasy (2004).